# Antonín Pištěcký
Antonín Pištěcký (* 28. února 1984 Ústí nad Labem) je český basketbalista hrající Národní basketbalovou ligu za tým BK Děčín. Hraje na pozici křídla. Je vysoký 197 cm, váží 92 kg.

## Kariéra
- 2001–2007 : BK Ústí nad Labem
- 2007–doposud : BK Děčín

## Statistiky
| Sezóna   | Soutěž      | Odehrané minuty | Průměr na zápas | Body | Průměr na zápas |
| -------- | ----------- | --------------- | --------------- | ---- | --------------- |
| 2002/03  | Mattoni NBL | 25.6            | 4.3             | 7    | 1.2             |
| 2003/04  | Mattoni NBL | 423.7           | 14.1            | 106  | 3.5             |
| 2004/05  | Mattoni NBL | 529.5           | 16.0            | 70   | 2.1             |
| 2005/06  | Mattoni NBL | 467.9           | 15.6            | 107  | 3.6             |
| 2006/07* | Mattoni NBL | 289.6           | 19.3            | 65   | 4.3             |

 *Rozehraná sezóna - údaje k 20.1.2007